# Nongnuch Sanrat
Nongnuch Sanrat (née le 26 août 1983 à Bangkok) est une athlète thaïlandaise, spécialiste du sprint.

## Biographie

### Palmarès
| Date | Compétition                  | Lieu     | Résultat | Épreuve   | Performance |
| ---- | ---------------------------- | -------- | -------- | --------- | ----------- |
| 2003 | Championnats d'Asie          | Manille  | 1re      | 4 x 100 m | 44 s 25     |
| 2005 | Jeux asiatiques en salle     | Pattaya  | 1re      | 60 m      | 7 s 46      |
| 2005 | Universiade                  | Izmir    | 7e       | 100 m     | 11 s 79     |
| 2006 | Championnats d'Asie en salle | Pattaya  | 1re      | 60 m      | 7 s 48      |
| 2006 | Coupe du monde des nations   | Athènes  | 6e       | 4 x 100 m | 44 s 27     |
| 2007 | Championnats d'Asie          | Amman    | 1re      | 4 x 100 m | 44 s 31     |
| 2007 | Universiade                  | Bangkok  | 2e       | 4 x 100 m | 43 s 92     |
| 2007 | Jeux asiatiques en salle     | Macao    | 1re      | 60 m      | 7 s 28      |
| 2008 | Championnats d'Asie en salle | Doha     | 3e       | 60 m      | 7 s 49      |
| 2009 | Championnats d'Asie          | Canton   | 2e       | 4 x 100 m | 44 s 55     |
| 2009 | Jeux asiatiques en salle     | Hanoï    | 3e       | 60 m      | 7 s 42      |
| 2010 | Jeux asiatiques              | Canton   | 1re      | 4 x 100 m | 44 s 09     |
| 2011 | Championnats d'Asie          | Kōbe     | 5e       | 100 m     | 11 s 80     |
| 2011 | Championnats d'Asie          | Kōbe     | 3e       | 4 x 100 m | 44 s 62     |
| 2011 | Universiade                  | Shenzhen | 5e       | 4 x 100 m | 44 s 13     |

### Records
| Épreuve              | Performance | Lieu  | Date            |
| -------------------- | ----------- | ----- | --------------- |
| 100 mètres           | 11 s 53     | Osaka | 8 mai 2004      |
| 60 mètres (en salle) | 7 s 28      | Macao | 30 octobre 2007 |